# Up Again
«Up Again» es una canción de artista estadounidense Michael Jackson, incluida en su tercer álbum de estudio, Music & Me, lanzado por Motown en 1973. Esta pieza musical, escrita por David T. Walker y producida por el equipo conocido como The Corporation, destaca por su carácter melódico y la interpretación vocal del joven Jackson, quien tenía solo 14 años al momento de la grabación.

## Composición y Producción
Up Again es una balada pop que se desarrolla en la tonalidad de Mi bemol mayor, lo que le proporciona una calidad melódica distintiva que subraya la sensibilidad emocional de la pieza. Esta canción fue concebida en un contexto de transición tanto para Michael Jackson como para Motown, la discográfica que lo había lanzado al estrellato como miembro de The Jackson 5. The Corporation, el equipo de producción responsable del éxito de varios sencillos de Jackson en sus primeros años, estuvo a cargo de la creación de Up Again. Este grupo estaba compuesto por Berry Gordy, Freddie Perren, Alphonzo Mizell y Deke Richards, quienes eran conocidos por su capacidad para producir éxitos en serie dentro del sello Motown.
La grabación de Up Again tuvo lugar en los famosos estudios de Motown en Los Ángeles, California, durante el invierno de 1972. En esta sesión, Jackson, pese a su juventud, demostró una notable madurez vocal, lo que permitió capturar la profundidad emocional que caracteriza la interpretación. Los arreglos orquestales, junto con los coros, fueron diseñados para resaltar la expresividad de la voz de Jackson, logrando así una grabación que refleja tanto la innovación técnica como el compromiso artístico del equipo de producción.

## Grabación y Arreglos
La estructura de Up Again está cuidadosamente diseñada para complementar la voz de Michael Jackson. Los arreglos musicales, que incluyen instrumentos de cuerda y percusión ligera, crean un fondo sonoro que permite a la voz de Jackson brillar sin ser opacada por la instrumentación. The Corporation utilizó técnicas de producción avanzadas para la época, como la superposición de pistas vocales, que permitió un sonido más completo y envolvente. Este enfoque en la producción fue parte del esfuerzo de Motown por mantener la relevancia de sus artistas jóvenes en un mercado musical cada vez más competitivo.

## Letra y Temática
La letra de Up Again aborda temas de resiliencia y superación personal, un mensaje que resonaba profundamente con el público joven de Jackson. La canción, con su énfasis en la esperanza y la perseverancia, se alinea con la narrativa pública de Jackson durante sus años formativos en la industria musical. Es notable cómo la temática de la canción refleja las experiencias de vida de Jackson, quien desde temprana edad enfrentó los desafíos de la fama y la presión constante para rendir al máximo nivel. Estas experiencias personales se traducen en una interpretación vocal que transmite tanto vulnerabilidad como fuerza.

## Recepción y Legado
Aunque Up Again no alcanzó un éxito comercial significativo comparado con otros sencillos de Jackson, la canción fue bien recibida por los críticos, quienes elogiaron tanto la composición como la interpretación vocal. Los críticos señalaron que, a pesar de su juventud, Jackson ya mostraba una capacidad notable para infundir emoción en sus canciones, una habilidad que continuaría desarrollando a lo largo de su carrera. En retrospectiva, Up Again es considerada una joya oculta dentro del álbum Music & Me, un testimonio del talento incipiente de Jackson y de la calidad de producción que Motown mantuvo durante este período.
El legado de Up Again dentro de la discografía de Michael Jackson es significativo, ya que ilustra un momento clave en su desarrollo como artista. A lo largo de los años, la canción ha sido redescubierta por fans y críticos, quienes la valoran por su autenticidad y la calidad de la interpretación vocal de Jackson, lo que la convierte en una pieza esencial para entender su evolución musical.

## Personal
- Michael Jackson – voz principal
- David T. Walker – compositor, guitarra
- The Corporation:
- Berry Gordy – producción, arreglos
- Freddie Perren – producción, arreglos
- Alphonzo Mizell – producción, arreglos
- Deke Richards – producción, arreglos

- James Jamerson – bajo
- Eddie "Bongo" Brown – percusión
- Gene Page – arreglos de cuerdas
- Bob Ohlsson – ingeniero de grabación
- Russ Terrana – mezcla
- Motown Sound – instrumentación adicional